# (31609) 1999 GT5
1999 جي تي 5 (ويعرف أيضًا باسم (31609) 1999 جي تي 5 وفق تسمية الكوكب الصغير) (بالإنجليزية: 1999 GT5)‏ هو كويكب ضمن حزام الكويكبات؛ وترتيبه 31609 من حيث الاكتشاف.
اكتُشف هذا الجُرم الفلكي بواسطة Charles W. Juels ‏ في 15 أبريل 1999.

## وصلات خارجية
- (31609) 1999 GT5 في قاعدة بيانات مختبر الدفع النفاث لأجرام النظام الشمسي الصغيرة

- الاكتشاف · مخطط المدار ·  العناصر المدارية · المعلمات المادية

- (31609) 1999 GT5 على موقع ويكي سكاي: DSS2, SDSS, GALEX, IRAS, Hydrogen α, X-Ray, Astrophoto, Sky Map, Articles and images